# 's-Hertogenbosch
's-Hertogenbosch (/ˈshɛrtoːɣənbɔs/ ), informalmente Den Bosch (/dənˈbɔs/, ) (in italiano Boscoducale, in francese Bois-le-Duc, in tedesco Herzogenbusch), è una città dei Paesi Bassi, capoluogo della provincia del Brabante Settentrionale.

## Geografia fisica

### Territorio
Nel suo territorio, in località Fort de Crévecœr, presso l'ex-comune di Empel en Meerwijk alla confluenza dei fiumi Dommel, Aa e del canale dello Zuid-Willemsvaart nasce il corso d'acqua Dieze, che dopo 5 km sfocia nella Mosa. Pochi chilometri più a nord scorre il Waal, principale braccio del delta del Reno, della Mosa e della Schelda. Il centro città si trova su una piccola altura attorno alla quale i vari corsi d'acqua formano delle zone paludose. 's-Hertogenbosch è situata 86 km a sud di Amsterdam e 36 km a nord-est del più vicino valico di frontiera con il Belgio.

## Origini del nome
Il nome della città è una contrazione secondo l'olandese antico di Des hertogen bosch che significa "bosco del duca". Deve il nome al duca di Brabante Enrico I, che fondò la città in un'area a quel tempo boschiva.

## Storia
's-Hertogenbosch fu fondata da Enrico I, duca di Brabante, che le concesse lo status di città e i privilegi commerciali a essa connessi nel 1185. A metà del Trecento era la più grande tra le città dai Paesi Bassi settentrionali dopo Utrecht e alla fine del Quattrocento era una delle quattro maggiori città del Ducato di Brabante, sotto il Ducato di Borgogna. Fiorente come snodo commerciale, era sede di industrie tessili, ma famosa anche per la produzione di organi e campane, nonché per le attività agricole. Non possedeva né università né sede vescovile, ma era un vivace centro culturale e religioso, con numerosi monasteri e istituzioni sia laiche che religiose, tra cui alcune vicine alla confraternita dei Fratelli e Sorelle della Vita Comune, in linea con la cosiddetta devotio moderna. Particolare importanza rivestiva la Confraternita di Nostra Diletta Signora, fondata nel 1318, che riuniva uomini e donne, laici ed ecclesiastici, dediti al culto della Vergine, in particolare nell'immagine della Zoete Lieve Vrouw nella Cattedrale di San Giovanni. Alla “groote school” di 's-Hertogenbosch, una delle migliori scuole secondarie d'Europa, studiarono il grande umanista Erasmo da Rotterdam e il celebre geografo Gerardo Mercatore.
La città è conosciuta per aver dato i natali al visionario pittore Jeroen Van Aeken, più conosciuto come Hieronymus Bosch (1450? – 1516), uno dei maggiori esponenti del periodo dei primitivi pittori fiamminghi. Divenne un importante centro per il commercio della lana e nel 1559 fu istituita la diocesi di 's-Hertogenbosch. Leale alla causa cattolica, la città si trovò in una zona strategica lungo la linea che suddivideva i cattolici dai protestanti e subì quindi diversi assedi nel XVI e XVII secolo. Respinse gli attacchi dello Statolder Maurizio di Nassau nel 1601 e 1603, ma capitolò nel 1629 nell'assedio posto da Federico Enrico d'Orange.
Nel 1794 fu conquistata dalle armate francesi e divenne il capoluogo del Dipartimento delle Bocche del Reno fino al 1814. Durante la seconda guerra mondiale fu sede di un complesso di lager nazisti conosciuto come campo di concentramento di Herzogenbusch.

## Monumenti e luoghi d'interesse
- Sint-Janskathedraal, la cattedrale di San Giovanni è l'edificio gotico più importante di tutti i Paesi Bassi. Venne costruita a partire dal XIII secolo secondo i più mirabili influssi dello stile Gotico brabantino, di cui rappresenta il suo capolavoro nel Paese.
- Palazzo comunale, storico edificio costruito nel 1671.[8]
- Monumento a Hieronymus Bosch, situato di fronte al palazzo comunale.[8]

## Economia
La città è un importante centro per il commercio dei bovini, le sue principali industrie sono nel ramo dei servizi e della trasformazione agroalimentare. Tra i principali prodotti vi sono i computer e i manufatti plastici.

## Sport

### Calcio
La principale società calcistica della città è il Den Bosch, la cui squadra ha militato per diverse stagioni nella massima serie nazionale e si è laureata campione dei Paesi Bassi nella stagione 1947-1948.

### Tennis
In località Rosmalen, parte di 's-Hertogenbosch, si tengono dal 1990 i Rosmalen Grass Court Championships, torneo di tennis professionistico su campi in erba. Fa parte del circuito maggiore maschile, l'ATP Tour, e femminile, il WTA Tour.